# Gehyra occidentalis
Gehyra occidentalis är en ödleart som beskrevs av  King 1984. Gehyra occidentalis ingår i släktet Gehyra och familjen geckoödlor. Inga underarter finns listade i Catalogue of Life.